# Ana Leite
Ana Leite (Bocholt, Alemania; 23 de octubre de 1991) es una futbolista portuguesa. Juega como delantera y su equipo actual es el Bayer 04 Leverkusen de la Bundesliga de Alemania.

## Clubes
| Club                     | País     | Año             |
| ------------------------ | -------- | --------------- |
| FCR Duisburgo            | Alemania | 2007 - 2010     |
| SGS Essen                | Alemania | 2010 - 2014     |
| MSV Duisburgo            | Alemania | 2014            |
| Borussia Mönchengladbach | Alemania | 2014 - 2016     |
| Bayer 04 Leverkusen      | Alemania | 2016 - presente |

## Títulos

### Campeonatos nacionales
| Título           | Club          | País     | Temporada |
| ---------------- | ------------- | -------- | --------- |
| Copa de Alemania | FCR Duisburgo | Alemania | 2009      |
| Copa de Alemania | FCR Duisburgo | Alemania | 2010      |

### Campeonatos internacionales
| Título            | Club          | Sede final       | Temporada |
| ----------------- | ------------- | ---------------- | --------- |
| Liga de Campeones | FCR Duisburgo | Alemania / Rusia | 2009      |